# Concerto del 30º anniversario dei Metallica
Il concerto del 30º anniversario dei Metallica è stata una manifestazione svoltasi presso il teatro The Fillmore di San Francisco in cui si tennero quattro concerti nelle giornate del 5, 7, 9 e 10 dicembre 2011.
A queste date hanno potuto partecipare esclusivamente i membri del fan club ufficiale MetClub, di cui pochissimi fortunati hanno potuto suonare con i Metallica sul palco. Prima di ogni concerto è salito sul palco il comico Jim Breuer, che ha intrattenuto il pubblico con imitazioni, barzellette, aneddoti e giochi, ed è stato ricordato il defunto bassista Cliff Burton. A questo evento hanno preso parte molti artisti che hanno avuto modo di collaborare con il gruppo negli anni passati, come Jason Newsted, Dave Mustaine e John Marshall, e gruppi che ispirarono i Metallica, come Saxon, Misfits, Mercyful Fate, Diamond Head, Black Sabbath e altri.
In questa occasione sono stati suonati per la prima volta quattro brani esclusi dal nono album in studio Death Magnetic e inseriti nell'EP Beyond Magnetic, pubblicato il 13 dicembre dello stesso anno. Inoltre furono eseguiti tutti i brani strumentali del gruppo, segnando così dopo 23 anni il debutto dal vivo di To Live Is to Die. I quattro concerti sono stati successivamente resi disponibili per il download digitale attraverso il sito ufficiale del gruppo.
Per commemorare l'evento, venne pubblicato un singolo in 45 giri contenente le esibizioni dal vivo di So What e Through the Never.

## Primo concerto
Avvenuto il 5 dicembre, questo concerto vide il debutto di It's Electric (da Garage Inc.), Carpe Diem Baby (da ReLoad) e l'inedito Hate Train. No Remorse non veniva eseguita dal vivo in versione completa da 20 anni. Inoltre venne eseguita una versione particolare di One dove si vede James Hetfield cantare nella prima parte con la base strumentale eseguita dagli Apocalyptica e la seconda parte con i restanti membri dei Metallica. Qui di seguito è riportata la scaletta del concerto:
1. The Call of Ktulu
2. No Remorse (versione completa)
3. The Shortest Straw
4. Leper Messiah
5. The Day That Never Comes
6. Carpe Diem Baby
7. Hate Train
8. Please Don't Judas Me
9. Wherever I May Roam (con il membro del MetClub John Dent)
10. Sad but True (con John Marshall)
11. (Anesthesia) Pulling Teeth "Jam"
12. No Leaf Clover (con gli Apocalyptica)
13. One (con gli Apocalyptica)
14. Harvester of Sorrow (con Jason Newsted)
15. Damage, Inc. (con Jason Newsted)
16. Motorcycle Man (con Biff Byford)
17. The Prince (con Sean Harris e Brian Tatler)
18. It's Electric (con Sean Harris e Brian Tatler)
19. Helpless (con Sean Harris e Brian Tatler)
20. Am I Evil? (con Sean Harris e Brian Tatler)
21. Seek & Destroy (con Jason Newsted, John Marshall, Sean Harris, Brian Tatler, Biff Byford, Apocalyptica e Soul Rebels Brass Band)

## Secondo concerto
Avvenuto il 7 dicembre, questo concerto vide il debutto dopo ben 23 anni della strumentale To Live Is to Die e del secondo dei quattro brani esclusi dalle sessioni di Death Magnetic intitolato Just a Bullet Away. L'ultima volta in cui i Metallica e Marianne Faithfull hanno eseguito The Memory Remains è stato il 6 dicembre 1997 al Saturday Night Live. Inoltre questa è la prima performance di Wasting My Hate dal 15 ottobre 2004. Qui di seguito è riportata la scaletta del concerto:
1. To Live Is to Die
2. Enter Sandman
3. Holier Than Thou
4. Disposable Heroes
5. Bleeding Me
6. Wasting My Hate
7. My Apocalypse
8. Just a Bullet Away
9. Breadfan (con il membro del MetClub Andrew Dowis)
10. The Memory Remains (con Marianne Faithfull)
11. Killing Time (con Ray Haller)
12. Turn the Page (con Kid Rock)
13. The Four Horsemen (con John Bush; versione completa)
14. Iced Honey (con Lou Reed)
15. The View (con Lou Reed)
16. White Light/White Heat (con Lou Reed)
17. Creeping Death (con Jason Newsted)
18. Battery (con Jason Newsted)
19. Mercyful Fate (con King Diamond, Hank Shermann, Michael Denner e Timi Hansen)
20. Seek & Destroy (con Jason Newsted, Scott Ian, Ray Haller, John Bush, Joey Vera, Gonzo Sandoval e Soul Rebels Brass Band)

## Terzo concerto
Avvenuto il 9 dicembre, questo concerto vide la seconda esecuzione in assoluto della strumentale Suicide & Redemption (il suo debutto avvenne a Copenaghen il 27 luglio 2009) e del terzo brano escluso da Death Magnetic, intitolato Hell and Back. Qui di seguito è riportata la scaletta del concerto:
1. Suicide & Redemption
2. Master of Puppets
3. ...And Justice for All
4. Of Wolf and Man
5. Fade to Black
6. The Thing That Should Not Be
7. I Disappear
8. The Outlaw Torn
9. Hell and Back
10. Blitzkrieg (con il membro del MetClub Joseph Guariglia)
11. For Whom the Bell Tolls (con Jerry Cantrell)
12. Nothing Else Matters (con Jerry Cantrell)
13. So What (con Animal)
14. Tuesday's Gone (con Gary Rossington, Pepper Keenan, Jerry Cantrell e Jim Martin)
15. Fuel (con Jason Newsted)
16. Fight Fire with Fire (con Jason Newsted)
17. Die, Die My Darling (con Glenn Danzig)
18. Last Caress/Green Hell (con Glenn Danzig)
19. Rapid Fire (con Rob Halford)
20. Seek & Destroy (con Jason Newsted, Jerry Cantrell, Pepper Keenan, Jim Martin, Glenn Danzig, Animal, Laaz Rockit e Soul Rebels Brass Band)

## Quarto concerto
Il concerto conclusivo, avvenuto il 10 dicembre, vide l'esibizione dei Metallica con quasi tutti gli ex membri del gruppo (come Jason Newsted e Bob Rock ma anche Ron McGovney, Dave Mustaine e Lloyd Grant). Inoltre questa data segnò il debutto del quarto brano escluso da Death Magnetic intitolato Rebel of Babylon e la prima performance di Dirty Window dopo l'ultima esecuzione dal vivo del 20 novembre 2004. Qui di seguito è riportata la scaletta del concerto:
1. Orion
2. Through the Never
3. Ride the Lightning
4. The God That Failed
5. Welcome Home (Sanitarium)
6. Rebel of Babylon
7. Blackened (con i membri del MetClub Dennis e Annette Diaz)
8. Dirty Window (con Bob Rock)
9. Frantic (con Bob Rock)
10. Sabbra Cadabra (con Geezer Butler)
11. Iron Man (con Ozzy Osbourne e Geezer Butler)
12. Paranoid (con Ozzy Osbourne e Geezer Butler)
13. King Nothing (con Jason Newsted)
14. Whiplash (con Jason Newsted)
15. Motorbreath (con Hugh Tanner)
16. Phantom Lord (con Dave Mustaine)
17. Jump in the Fire (con Dave Mustaine)
18. Metal Militia (con Dave Mustaine)
19. Hit the Lights (con Lloyd Grant, Dave Mustaine e Ron McGovney)
20. Seek & Destroy (con Jason Newsted, Dave Mustaine, Lloyd Grant, Ron McGovney, Hugh Tanner, Mark Osegueda e Soul Rebels Brass Band)